# 용문산 헬리콥터 추락 사고
용문산 헬기 추락 사고는 2008년 2월 20일 새벽 1시 40분에 육군 204항공대대 소속의 UH-1H 헬기가 추락해 7명이 사망한 사고이다.
군 당국은 기상 악화를 추락의 원인으로 결론내렸다.